# 액시온
액시온(axion /ˈæksiɒn/)은 1977년 양자 색역학(QCD)의 강한 상호작용의 CP 문제를 해결하기 위해 페체이 퀸 이론에 의해 처음 가정된 가상의 기본 입자이다. 만일 액시온들이 존재하고 어떤 특정 범위 내에서 질량이 낮으면, 그것들은 차가운 암흑 물질의 가능한 구성 요소로서 관심을 끈다.

## 역사

### 강한 상호작용의 CP 문제
헤라르뒤스 엇호프트가 보여준 것처럼, 표준 모형의 강한 상호작용인 양자 색역학(QCD)은 집합적으로 CP로 알려진, 원칙적으로 전하 켤레 대칭과 반전성의 결합된 대칭성을 위반할 수 있는 어떤 자명하지 않은 진공 구조를 가지고  있다. 약한 상호작용에 의해 생성된 효과와 함께, 효과적인 주기적 강한 CP-위반 항, Θ는 한 표준 모형 입력으로 나타난다―그 값은 이론에서 예측되지 않지만, 그러나  그것은 측정되어야 한다. 그렇지만, QCD에서 발생하는 커다란 CP-위반 상호작용들은 큰 중성자를 위한 전기 쌍극자 모멘트(electric dipole moment (EDM) for the neutron)를 유도할 수 있다. 현재 관찰되지 않은 EDM에 대한 실험적 제약은 QCD의 CP 위반 매우 작아야 하고 또한 Θ 자체도 극도로 작아야함을 의미한다. Θ는 0과 2π 사이의 값을 가질 수 있으므로, 이것은 표준 모형에 대한 "자연성(naturalness)" 문제를 일으킨다. 왜 이 매개변수는 0에 가까워야 할까? (또는, 왜 QCD는 스스로 CP-보존을 발견해야 할까?) 이 질문은 강한 CP 문제(strong CP problem)로 알려져 있다.

### 예측
1977년에, 로베르토 페체이Roberto Peccei와 헬렌 퀸Helen Quinn은 강력한 CP 문제인 Peccei–Quinn 메커니즘에 대한 보다 우아한 해, 페체이-퀸 이론을 상정했다. 그 아이디어는 효과적으로 Θ를 한 장으로 승격시키는 것이다. 이는 자발적으로 깨지는 한 새로운 대역적 대칭(페체이-퀸(PQ) 대칭이라고 불림)을 추가함으로써 달성된다. 이것은 프랭크 윌첵과 스티븐 와인버그가 독립적으로 제시한 바와 같이, Θ의 역할을 채우고 자연스럽게 CP 위반 매개변수를 0으로 완화하는 한 새로운 입자를 생성한다. 윌첵은 그것이 한 문제를 "말끔히 청소"했기 때문에.이 새로운 가설 입자를 한 세탁 세제 브랜드(Axion)의 이름을 따서 "액시온"이라고 명명했으며, 한편 와인버그는 이것을 "히글렛(higglet)"이라고 불렀다. 와인버그는 나중에 입자에 대한 윌첵의 이름을 채택하는 데 동의했다. 그것은 0이 아닌 질량을 가지고 있기 때문에, 액시온은 어떤 남부-골드스톤 유사 보손(pseudo-Nambu-Goldstone boson)이다.

## 액시온 암흑 물질
QCD 효과들은 그곳에서 액시온 장이 움직이는 한 효과적인 주기적 퍼텐셜을 생성한다. 유효적 퍼텐셜의 최소값에 대한 액시온 장의 진동, 소위 오정렬 메커니즘은, 액시온의 질량에 의존하는 한 존재도를 갖는 한 차가운 액시온의 우주론적 종족을 생성한다. 5μpeV/c²(전자 질량(electron mass)의 10-11배) 이상의 질량을 가진 액시온은 암흑 물질을 설명할 수 있었으므로, 또한 따라서 암흑 물질 후보이자 강한 CP 문제에 대한 하나의 해가 될 수 있었다. 만일 급팽창이 한 낮은 척도에서 발생하고 또한 충분히 오래 지속한다면, 액시온 질량은 1peV/c²만큼 낮을 수 있다.
다음 두 가지 조건에 따라서, 액시온 장이 진화를 시작하는 두 가지 시나리오들이 있다:
| (a) | 급팽창 중에 PQ 대칭은 자발적으로 깨진다. 이 조건은 액시온 에너지 척도가 급팽창 종료 시 허블 비율보다 클 때마다 실현된다                                  |
| (b) | PQ 대칭은 자발적인 파괴가 발생한 후에는 결코 복원되지 않는다. 이 조건은 액시온 에너지 척도가 급팽창 후 우주에서 도달한 최대 온도보다 클 때마다 실현된다. |

대체로 말해서, 다음의 두 부섹션에서 요약된 두 가지 가능한 시나리오들 중 하나가 발생한다:

### 급팽창-이전 시나리오
(a)와 (b)가 모두 충족된다면, 우주 급팽창은 PQ 대칭의 자발적인 파괴가 액시온 장의 초기 값의 균일한 값으로 이어지는 우주의 한 패치를 선택한다. 이 "급팽창-이전" 시나리오에서는 위상 결함(topological defect)들은 급팽창되고  또한 액시온 에너지 밀도에 기여하지 않는다. 그렇지만, 등곡률(isocurvature) 모드에서 오는 다른 경계(bound)들은 이 시나리오를 심각하게 제한하며, 그것들은 실행 가능하려면 상대적으로 낮은 에너지 규모의 급팽창을 필요로 한다.

### 급팽창-이후 시나리오
만일 조건 (a) 또는 (b) 중 적어도 하나가 위반되면, 액시온 장은 처음에는 인과적 접촉(causal contact)이 없었지만, 그러나 오늘날 우리의 허블 지평선(Hubble horizon)으로 둘러싸인 부피에 거주하는 패치들 내에서는 다른 값들을 갖는다. 이 시나리오에서는, PQ 필드의 등곡률 요동들은 파워 스펙트럼에서 선호하는 값이 없이, 액시온 장을 무작위화한다(randommise).
이 시나리오에서 적절한 처리는, "액시온적(acxionic)" 끈(string)들 및 도메인 벽(domain wall)들과 같은 위상 결함들의 기여를 포함하여, 오정렬(misalignment) 메커니즘에서 오는 모든 특징들을을 포착하는 위해서, 한 확장하는 우주에서 PQ 필드의 운동 방정식을 수치적으로 해결하는 것이다. 0.05–1.50 meV 사이의 한 액시온 질량 추정치가 보러사니Borsanyi 등에 의해 보고되었다. (2016). 그 결과는 슈퍼컴퓨터에서 급팽창-이후 기간 동안 액시온의 형성을 시뮬레이션함으로써 계산되었다.
수치 시뮬레이션을 사용하여 KSVZ-유형의 액시온의 현재 존재도를 결정하는 최근의 진전은 0.02과 0.1 meV 사이의 값으로 이어졌는데, 하지만 이 결과들은 (우주) 끈들로부터 방출된 액시온의 파워 스펙트럼에 대한 상세들에 의해 도전을 받고 있다.

## 액시온 장의 현상학

### 검색
액시온 모형들은 이전 실험에서 감지하기에는 너무 약한 커플링 강도를 신중하게 선택한다. 이러한 "보이지 않는 액시온들(invisible axions)"은 이전에 관찰하기에는 여전히 너무 작으면서 강한 CP 문제를 해결했다고 생각되었다. 현재 문헌에서는 KSVZ(Kim–Shifman–Vainshtein–Zakharov) 및 DFSZ(Dine–Fischler–Srednicki–Zhitnitsky)라는 두 가지 형태의 "보이지 않는 액시온드" 메커니즘에 대해 논의한다.
매우 약하게 결합된 액시온은, 액시온 커플링들과 질량이 비례하기 때문에, 역시 매우 가볍다. "보이지 않는 액시온"에 대한 만족은 매우 가벼운 액시온이 초기 우주에서 과잉 생산되었을 것이며 따라서 제외되어야 한다는 것이 밝혀졌을 때 바뀌었다.

### 액시온으로 수정한 맥스웰 방정식
피에르 시키비Pierre Sikivie는 1983년에 한 가볍고, 안정적인 액시온으로부터 발생하는 맥스웰 방정식의 수정본을 발표했다. 그는 이러한 액시온들이 강한 자기장을 사용하여 광자들로 변환함으로써 지구에서 탐지될 수 있음을 보여주었고, 따라서 몇 가지 실험으로 이어졌다: 그 액시온 암흑 물질 실험(Axion Dark Matter Experiment,ADMX); 태양의 액시온들은 CERN 액시온 태양 망원경(CERN Axion Solar Telescope, CAST)에서와 같이 X선들로 변환될 수 있다; 다른 실험들에서는 액시온들의 징후를 찾기 위해 레이저 빛을 찾고 있다. 현재 액시온 암흑 물질을 찾기 위한 수십 개의 실험이 제안되었거나 진행 중이다.
액시온 전기역학의 방정식들은 일반적으로 "자연 단위"로 작성되며, 여기서 환원된 플랑크 상수는 {\displaystyle \hbar }, 빛의 속도는 {\displaystyle c}, 그리고 진공 유전율 {\displaystyle \varepsilon _{0}}은 모두 단위로 설정된다. 이 단위계에서 그것들은 다음과 같다:
| 이름                    | 방정식 |
| ----------------------- | --- |
| 가우스 법칙             | {\displaystyle \nabla \cdot \mathbf {E} =\rho -g_{a\gamma \gamma }\mathbf {B} \cdot \nabla a}                                                         |
| 가우스 자기 법칙        | {\displaystyle \nabla \cdot \mathbf {B} =0} |
| 패러데이 법칙           | {\displaystyle \nabla \times \mathbf {E} =-{\dot {\mathbf {B} }}}                                                                                     |
| 앙페르-맥스웰 법칙      | {\displaystyle \nabla \times \mathbf {B} ={\dot {\mathbf {E} }}+\mathbf {J} +g_{a\gamma \gamma }({\dot {a}}\mathbf {B} -\mathbf {E} \times \nabla a)} |
| 액시온 장의 운동 방정식 | {\displaystyle {\ddot {a}}^{2}-\nabla ^{2}a+m_{a}^{2}a=-g_{a\gamma \gamma }\ \mathbf {E} \cdot \mathbf {B} }                                          |
위에서, 점은 시간 도함수를 나타내며 또한 액시온-광자 커플링은 {\displaystyle g_{a\gamma \gamma }}이다.
이러한 방정식의 대안 형태들이 제안되었으며, 이것들은 완전히 다른 물리적 서명을 의미한다. 예를 들어, 비시넬리는 자기 홀극의 존재를 가정하여 이중성 대칭을 부과하는 방정식 세트를 작성했다. 그렇지만, 이러한 대안 공식들은 이론적 동기가 적으며 또한 많은 경우에 어떤 작용으로부터 도출할 수도 없다.

### 위상 절연체에 대한 유사한 효과
액시온들을 설명하기 위해 맥스웰의 방정식에 추가될 용어와 유사한 용어는 이러한 물질의 전기역학에 대한 효과적인 액시온 설명을 제공하는 위상절연체에 대한 최근(2008) 이론적 모형에도 나타난다.
이 용어는 양자화된 자기전기 효과{magnetoelectric effect}를 포함하여 몇 가지 흥미로운 예측 속성으로 이어진다. 이 효과에 대한 증거는 럿거스 대학교에서 개발된 양자 체제 박막 위상절연체에 대해 존스 홉킨스 대학교에서 수행된 THz 분광 실험(THz spectroscopy experiment)들에서 제공되었다.
2019년에, (Max Planck Institute for Chemical Physics of Solids|막스 플랑크 고체 화학 물리학 연구소(Max Planck Institute for Chemical Physics of Solids|Max Planck Institute for Chemical Physics of Solids))의 팀은 한 바일 반금속(Weyl semimetal) 속에서 액시온 절연체들을 발견했다고 발표했다. 한 액시온 절연체는 한준입자―한 액시온으로서 함께 거동하는 한 전자들의 들뜸―이며, 그 발견은 한 기본 입자로서의 액시온의 존재와 일치한다.

## 실험
아직 발견되지 않았음에도 불구하고, 액시온 모형들은 40년 이상 동안 잘 연구되어 왔으며, 물리학자들이 감지될 수 있는 액시온 효과들에 대한 통찰력을 개발할 수 있는 시간을 제공했다. 액시온에 대한 몇 가지 실험적 검색들이 현재 진행 중이다; 대부분은 액시온들의 강한 자기장에서 광자와 약간의 상호작용을 공략한다. 액시온은 또한 암흑 물질 입자에 대한 몇 안 되는 그럴듯한 후보 중 하나이며, 또한 일부 암흑 물질 실험에서 발견될 수 있다.

### 자기장에서 직접 변환
몇몇 실험들은 전자기장들에서 액시온들을 광자들로 또는 그 반대로 변환하는 프리마코프 효과(Primakoff effect)에 의해 천체물리학적 액시온들을 검색한다.
워싱턴 대학교의 액시온 암흑 물질 실험{Axion Dark Matter Experiment, ADMX)는 강력한 자기장을 사용하여 액시온들이 마이크로파들로의 약한 변환의 가능성을 탐지한다. ADMX는 한 차가운 마이크로파 캐비티와 공명하는 액시온들을 찾기 위해 은하의 암흑 물질 헤일로를 검색한다. ADMX는 1.9~3.53μeV 범위에서 낙관적 액시온 모형들 제외했다. 2013년부터 2018년까지 일련의 업그레이드가 수행되었으며, 4.9–6.2 µeV를 포함하는 새로운 데이터를 수집하고 있다. 2021년 12월에는 KSVZ 모형에 대해 3.3~4.2μeV 범위를 제외했다.
이러한 유형의 다른 실험에는 DMRadio, HAYSTAC, CULTASK, 및 ORGAN[48]이 포함된다. HAYSTAC은 최근 20 µeV 이상에서 헤일로망원경(haloscope)의 첫 스캐닝 실행을 완료했다.

### 자기장에서의 편광
이탈리아의 레이저로의 진공의 편광(polarization of the vacuum with laser, PVLAS) 실험은 한 자기장에서 전파되는 빛의 편광 변화들을 검색한다. 이 개념은 1986년 루치아노 마이아니Luciano Maiani, 로베르토 페트론지오Roberto Petronzio, 및 에밀리오 자바티니Emilio Zavattini에 의해 처음 제안되었다. 2006년 한 회전 클레임은 업그레이드된 설정으로 제외되었다. 한 최적화된 검색은 2014년에 시작되었다.

### 장벽을 통해 빛나는 빛
또 다른 기술은 "장벽들을 통해 빛나는 빛"이라고 불리는데, 그곳에서 빛이 강한 자기장을 통과하여 광자들을 액시온들로 변환하고, 그것들은 그리고 금속을 통과하고 장벽의 다른 쪽에 있는 다른 자기장에 의해서 광자들로 재구성된다. BFRS에 의한 실험과 또한 리쪼Rizzo가 이끄는 한 팀의 실험은 한 액시온 원인을 배제했다. GammeV는, 한 2008년 물리학 리뷰 레터(Physics Review Letter)에 보고된, 어떤 사건들도 보지 못했다. ALPS I은 2010년에 새로운 제약을 설정하면서 유사한 실행을 수행했다; ALPS II는 현재 2022년에 건설되고 있다. OSQAR는 신호를 찾지 못하여, 커플링을 제한하고 또한 계속할 것이다.

### 천체물리학적 액시온 검색
액시온-같은 보손들은 천체물리학적 환경에서 한 특징(signiture)을 가질 수 있다. 특히, 몇몇 최근 연구들에서는 TeV 광자들에 대한 우주의 겉보기 투명도에 대한 한 해서 액시온-같은 입자들을 제안했다. 또한 컴팩트한 천체물리학적 천체들(예: 마그네타들)의 대기를 관통하는 커다란 자기장속에서는, 광자들이 훨씬 더 효율적으로 변환한다는 것도 입증되었다. 이는 차례로 현재의 망원경으로 감지할 수 있는 스펙트럼에서 뚜렷한 흡수-같은 특징을 발생시킬 것이다. 한 새로운 유망한 방법은 강한 자기 구배들이 있는 시스템에서 유사-입자 굴절을 찾는 것이다. 특히, 굴절은 높게 자기화된 펄서의 전파광 곡선들에서 빔 분할로 이어지고 또한 현재 달성할 수 있는 것보다 훨씬 더 큰 감도를 허용할 것이다. 국제 액시온 천문대(International Axion Observatory, IAXO)는 제안된 4세대 태양 망원경이다.
액시온은 중성자별들의 자기권들안에서 공명적으로 광자들로 변환될 수 있다. 최근 생겨난 광자들은 GHz 주파수 범위에 있으며 잠재적으로 전파 탐지기들에서 포착될 수 있으며, 액시온 매개변수 공간의 민감한 탐사로 이어진다. 이 전략은 그린 뱅크 망원경(Green Bank telscope)과 에펠스버그(Effelsberg) 100m 망원경의 기존 데이터를 재분석하여 5~11μeV 질량 범위에서 액시온-광자 커플링을 제한하는 데 사용되었다. 한 새롭고, 대안적인 전략은 우리은하에서 한 중성자별과 한 액시온 미니클러스터 간의 만남으로부터의 일시적인 신호를 감지하는 것이다.
강한 전기장에서 X선들이 산란될 때 태양의 핵에서 액시온들이 생성될 수 있다. CERN 액시온 태양 망원경(CERN Axion Solar Telescope, CAST)은 작동 중이며, 또한 광자들과 전자들과의 커플링에 대한 한계를 설정했다. 액시온들은 핵자-핵자 제동 복사에 의해서 중성자별 내에서 생성될 수 있다. 그 감마선으로의 액시온의 후속 붕괴는 페르미 LAT를 사용하는 감마선들에서 중성자별들의 관측으로부터 액시온 질량에 대해 부여된 제약들을 허용한다. 4개의 중성자별들 한 분석으로부터, 베렌지Berenji 외(2016)는 0.079eV의 액시온 질량에 대한 95% 신뢰 구간 상한을 얻었다. 2021년에는 웅장한 7성(Magnificent Seven)으로 알려진 중성자별 시스템에서 한 보고된 고에너지 X-선 방출의 과잉이 액시온 방출로 설명될 수 있다고 또한 제안되었다.
2016년에, 매사추세츠 공과대학로부터의 한 이론팀은 MRI 스캐닝 기계에서 생성된 것보다 강하지 않아도 되는 강한 자기장을 사용하여 액시온을 감지할 수 있는 방법을 고안했다. 그것은, 액시온의 질량과 연결된, 변화인 한 약간의 흔들림을 보여줄 것이다. 2019년 현재, 이 실험은 대학에서 실험자들에 의해 시행되고 있다.
2022년에 사건 지평선 망원경(Event Horizon Telescope, EHT)에 의한 메시에 87*의 편광 측정들은 ~{\displaystyle 10^{-21}-10^{-20}} eV/c^2 질량 값들의 범위를 거부하는 한 블랙홀 주위에 가상의 액시온 구름이 형성될 수 있다고 가정하는 액시온의 질량을 제한하기 위하여 사용되었다.

### 공명 효과들의 검색
암흑 물질 밀도 0.3±0.1 GeV/cm3와 비교했을 때 질량 110 µeV와 밀도 0.05 GeV/cm3[73]를 가진 은하 헤일로로부터 추정되는 한 액시온의 높은 선속으로부터 조셉슨 접합들에서 공명 효과들이 분명할 수 있는데, 이는 액시온이 암흑 물질의 유일한 구성 요소가 되기에 충분한 질량을 갖지 못한다는 것을 나타낸다. ORGAN 실험은 헤일로 망원경(haloscope)을 통해 이 결과를 직접 테스트할 계획이다.

### 암흑 물질 반동 검색
암흑 물질 극저온 검출기들은 액시온들을 나타내는 전자 반동들을 검색했다. 2009년에 발표된 극저온 암흑 물질 검색(CDMS)와 2013년에 EDELWEISS가 커플링 및 질량 한계를 설정했다. UORE와 XMASS도 2013년에 태양 액시온들에 대한 한계를 설정했다. XENON100은 현재까지 최고의 커플링 한계를 설정하고 일부 매개변수들을 제외하기 위해서 225일 실행을 사용했다.

### 핵 스핀 세차 운동
쉬프Schiff의 정리에 따르면 한 정적인 핵 전기 쌍극자 모멘트(electric dipole moment, EDM)는 원자 및 분자 EDM들을 생성하지 않지만, 액시온은 라모르 주파수(Larmor frequency)에서 진동하는 한 핵 EDM을 유도한다. 만일 이 핵 EDM 발진 주파수가 외부 전기장과 공진하면, 핵 스핀 회전내의 한 세차 운동이 발생한다. 이 세차 운동은 세차 자력계를 사용하여 측정할 수 있으며, 또한 만일 감지되면 액시온들에 대한 증거가 될 것이다.
이 기술을 사용하는 실험이 우주 액시온 스핀 세차 실험(Cosmic Axion Spin Precession Experiment, CASPEr)이다.

### 입자 충돌기에서의 검색
액시온들은 또한 충돌기들, 특히 LHC에서의 초-주변 중이온 충돌들뿐만 아니라 전자 양전자 충돌들에서도 생성될 수 있으며, 빛에-의한-빛 산란(light-by-light scattering) 과정을 재해석한다. 이러한 검색들은 100 MeV/c²과
수백 GeV/c²사이의 다소 큰 액시온 질량들에 대해 민감하다. 엑시온들이 힉스 보손으로의 커플링을 가정하면, 2개의 엑시온들로의 변칙적인 힉스 보손 붕괴들에 대한 검색들은 훨씬 더 강력한 한계들을 제공할 수 있다.

## 가능한 탐지
2014년에 액시온들에 대한 증거가 태양에서 스트리밍되는 액시온들의 지구 자기장에서 변환으로 예상되는 관측된 X선 방출의 한 계절적 변화로서 감지되었을 수 있다고 보고되었다. 레스터 대학교의 연구 그룹은, 유럽 우주국의 XMM-뉴턴(XMM-Newton) 천문대에서 15년간의 데이터를 연구하면서, 기존의 설명을 찾을 수 없는 계절적 변화를 발견했다. 이 논문의 수석 저자는 이러한 변화에 대해 "타당하다"고 기술된, 태양 핵의 액시온에 의해 생성될 수 있는 엑스선들에서 태양방향 자기구체의 XMM-뉴턴에 대한 알려진 가시성의 계절적 변화이다. 
계절적 변동에 대한 이러한 해석은 두 명의 이탈리아 연구원들에 의해 논쟁의 대상이 되었으며, 그들은 액시온 측면에서 해석을 배제하는 것으로 알려진 레스터 그룹의 주장에서 결함들을 식별했다. 가장 중요하게는, X선이 태양을 직접 향할 수 없는 검출기에 들어가도록 하는 데 필요한 광자 생성 중에 자기장 구배에 의해 발생한다고 레스터 그룹이 가정한 각도의 산란은, 플럭스를 너무 많이 소산시켜 감지 확률이 무시될 수 있다.
2013년에, 크리스찬 벡Christian Beck은 액시온들이 조지프슨
 접점들에서 감지될 수 있다고 제안했다; 그리고 2014년에, 그는 질량 약 110μeV와 일치하는 신호가 실제로 여러 기존 실험에서 관찰되었다고 주장했다.
2020년에, 이탈리아 그란 사소 국립연구소(Laboratori Nazionali del Gran Sasso)의 XENON1T 실험은 태양축의 발견을 암시하는 결과가 보고헀다. 그 결과들은 확인에 필요한 5-시그마 수준에서 아직 중요하지 않으며, 또한 데이터에 대한 다른 설명들은 가능성이 적지만 가능하다. 2022년 7월에 이루어진 새로운 관측은, XENON1T로 관측소를 업그레이드한 후, 초과분을 폐기했다.

## 특성

### 예측
우주론과 관련된 액시온의 한 이론은 그것들은 전하가 없고, 1µeV/c²에서 1eV/c² 범위의 매우 작은 질량과 또한 강한 그리고 약한 힘들에 대한 매우 낮은 상호작용 단면적들을 가질 것이라고 예측했다. 그것들의 속성 때문에, 액시온들은 일반 물질과 최소한으로만 상호 작용한다. 액시온들은 또한 자기장들내에서 광자들로 또는 광자들부터 바뀔 것이다.

### 우주론적 의미
급팽창은 만일 액시온들이 존재한다면, 그것들은 대폭발(빅뱅) 동안 풍부하게 생성되었을 것임을 시사한다. 원시 우주의 순간자 장과의 독특한 커플링으로 인해("오정렬 메커니즘(misalignment mechanism)"), 우주 급팽창 이후, 질량을 획득하는 동안 효과적인 동역학적 마찰(dynamical friction)이 생성된다. 이것은 모든 그런 원시 액시온에게서 운동 에너지를 빼앗는다.
m ~ 10−22 eV의 초경량 액시온(ultralight axion, ULA)은 차가운 암흑물질(CDM)의 작은 척도  문제들을 해결하는 것으로 보이는 일종의 스칼라장 암흑 물질(scalar field dark matter)이다. 한 대통일 이론(GUT) 척도 붕괴 상수를 갖는 한 단일 ULA는 미세 조정 없이 올바른 유물 밀도를 제공한다.
액시온들은 또한 빅뱅 이후 다른 더 무거운 암흑 입자들과는 다른 순간에 정상 물질과의 상호 작용을 중단했을 것이다.[왜?] 이 차이의 잔존 효과들은 아마도 천문학적으로 계산되고 관찰될 수 있을 것이다.
만일 액시온들이 낮은 질량을 가즌다면, 따라서 다른 붕괴 모드들을 방지한다면(붕괴할 더 가벼운 입자가 없기 때문에), 이론들[어느?]은 우주가 원시 액시온들의 매우 차가운 보스-아인슈타인 응축물로 채워질 것이라고 예측한다. 따라서 액시온은 물리 우주론의 암흑 물질 문제를 그럴듯하게 설명할 수 있다. 관측 연구들이 진행 중이지만, 그러나, 만일 그것들이 초복사휘도(Superradiance)를 통해 탐사되기 시작하는 흐릿한 암흑 물질 영역을 가진 암흑 물질 문제에 대한 해라면, 그것들은 아직 질량 영역들을 탐사하기에 충분히 민감하지 않다. 자인Jain과 싱Singh(2007)에 의하여 검색된 종류의 고질량 액시온들은 현대 우주에서 지속되지 않을 것이다. 게다가, 만약 액시온들이 존재한다면, 초기 우주의 열적 욕조속에서 다른 입자들과의 산란은 피할 수 없이 한 뜨거운 액시온들의 종족을 생성한다.
낮은 질량의 액시온들은 은하 규모에서 추가적인 구조를 가질 수 있었다. 만일 그들이 은하간 매질로부터 은하들 속으로 지속적으로 떨어진다면, 지속적으로 흐르는 분수의 물줄기가 최고점에서 더 두꺼워지는 것처럼, 그들은 "화면(caustic)" 고리들안에서 더 밀도가 높을 것이다. 그러면 은하 구조와 회전에 대한 이러한 고리들의 중력 효과들을 관측할 수 있다. WIMP들 및 MACHO(massive compact halo object)들와 같은, 다른 차가운 암흑 물질 이론적 후보들도, 그러한 고리를 형성할 수 있지만, 그러나 이러한 후보들이 페르미온성이고 또한 그래서 자신들게에서 마찰이나 또는 산란을 경험하기 때문에, 고리들은 덜 선명하게 정의된다.
주앙 G. 로사João G. Rosa와 토마스 W. 케프하트Thomas W. Kephart는 불안정한 원시 블랙홀들 주위에 형성된 액시온 구름들이 전자기파를 방출하는 일련의 반응을 시작했을 수 있고, 그들의 감지를 허용한다고 제안했다. 암흑 물질을 설명하기 위해 액시온들의 질량을 조정했을 때, 두 사람은 이 값이 또한 고속 전파 폭발(fast radio burst)들의 광도와 파장을 설명할 수 있으며 두 현상들의 가능한 원인임을 발견했다. 2022년에 M87*의 데이터로부터 액시온의 질량을 제한하기 위해 유사한 가설이 사용되었다.

### 초대칭
초대칭 이론들에서 액시온은 한 스칼라와 한 페르미온 초대칭짝 둘 다를 가지고 있다. 그 액시온의 페르미온 초대칭짝은 액시노라고 불리고, 스칼라 초대칭짝은 색시온 또는 딜라톤이라고 불린다. 그것들은 모두 한 키랄 초장(chiral superfield)에 묶여 있다.
액시노는 그러한 모형에서 가장 가벼운 초대칭 입자(Lightest supersymmetric particle)로 예측되었다. 부분적으로는 이 속성으로 인해 암흑 물질의 후보로 간주된다.

## 같이 보기
- 가설적 입자 목록
- 약하게 상호작용하는 가느다란 입자(Weakly interacting slender particle)

## 노트
1. ↑  이 자명하지 않은  진공 구조는 QCD의 U(1) 축 대칭과 관련된 문제를 해결한다.[3][4]
2. ↑  강한 CP 문제에 대한 한 가지 간단한 해결책이 있다:.만일 표준 모형의 쿼크들 중 적어도 하나가 질량이 없으면 CP-위반을 관찰할 수 없게 된다. 그렇지만, 경험적 증거는 쿼크들 중 어느 것도 질량이 없지 얺다는 것을 강력하게 시사한다. 결과적으로, 입자 이론가들은 설명할 수 없을 정도로 보존된 CP의 문제에 대한 다른 해결책들을 모색했다.
3. ↑  현재 물리학 문헌에서는 "보이지 않는 액시온" 메커니즘을 두 가지 형태로 논의하고 있으며, 그 중 하나는 Kim–Shifman–Vainshtein–Zakharov의 경우 KSVZ라고 한다.[21][22] 아래 "검색" 섹션의 설명을 참조.